# Selvera's

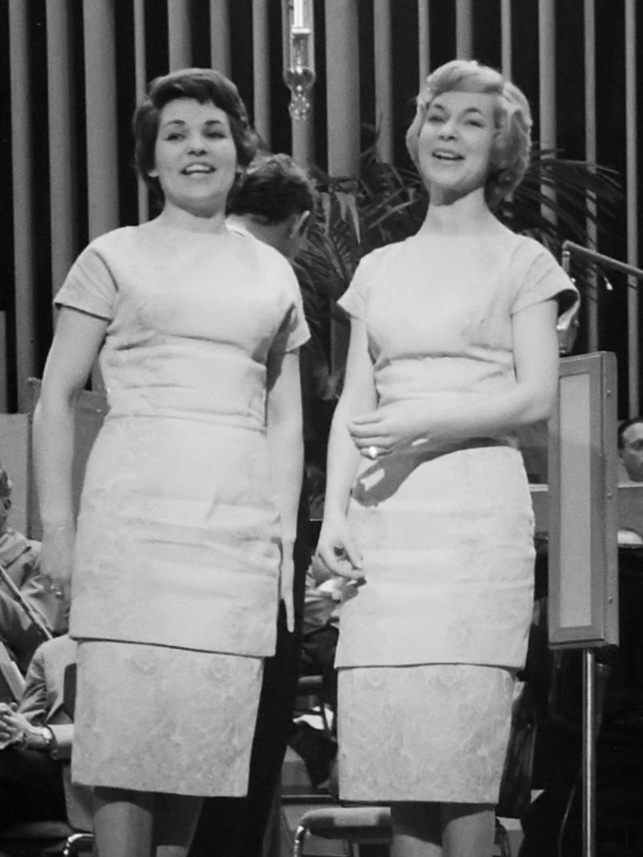
De Selvera's (1960)

De Selvera's vormden een Nederlandstalig schlagerduo uit Weert dat in de jaren 50 en 60 herhaaldelijk de hoogste regionen van de Nederlandse hitlijsten behaalde en meer platen verkocht dan veel rock-'n-rollartiesten. De Selvera's bestonden uit de zusjes Mieke (1937-2000) en Selma Jansen (1931-2019).

## Biografie
In 1954 werd het duo opgericht, nadat Selma eerst enkele jaren in Helma en Selma gezongen had. Mieke trad al op als zangeres Vera en door samentrekking van de beide namen ontstond De Selvera's. Door goed productiewerk braken ze twee jaar later door met het lied Twee reebruine ogen, hun eerste single, die meteen de vierde plaats in de hitparade haalde. Hun grootste succes werd het jaar daarop gelanceerd, namelijk De postkoets. Het nummer dat gecomponeerd en gearrangeerd werd door Jos Cleber en van tekst werd voorzien door Ferry van Delden is een evergreen geworden. In 1960 behaalde het uiteindelijk een platina status  (in de jaren vijftig en zestig, toen singles veel beter verkochten dan nu, betekende dat ten minste 200.000 exemplaren). Andere hits, zoals Sleighride in Alaska en Zeg kleine ree, volgden, en dikwijls werden ze nummer een in de hitparade. Hun topjaar was 1959.
Na 1961 ging het met de populariteit wat minder. In 1964 kreeg Mieke Bos, zoals ze inmiddels heette, een rol naast Johannes Heesters als Maria in de eerste Nederlandse bewerking van The sound of music. 1970 bracht haar de hoofdrol in de televisiebewerking van Ina Boudier-Bakkers familieroman De klop op de deur. In 1972 was ze te zien in Citroentje met suiker, in 1974 in de jeugdserie Q & Q, waarin ze de kunstenares Berthe Bennebroeck speelde. Haar laatste rol speelde ze in twee afleveringen van Medisch Centrum West (1991).
Greetje Mona en Jenny Donker hadden na Miekes vertrek haar plaats bij de Selvera's ingenomen, maar het publiek zag er niet meer de echte Selvera's in. In 1965 kwam een verzamelelpee uit, waarmee men de Selvera's voor opgeheven kan beschouwen. Later kwamen nog enkele verzamelelpees uit. Selma Jansen maakte later nog een aantal solosingles, onder meer onder de naam Zus Selvera. Zij begon een nieuwe carrière als kleedster in tv-producties. Mieke Bos zou in september 2000, na de laatste jaren een teruggetrokken leven te hebben geleid in haar woonplaats Amstelveen, aan kanker overlijden. Zij werd 63 jaar en werd in besloten kring gecremeerd.
Selma (Zus) overleed op 27 april 2019. 
Behalve in het Nederlands zongen de Selvera's ook in het Duits, Engels en Limburgs (en wel in het Weerts dialect).
De melodie van De postkoets werd in 1983 door de Volendamse band The Cats gebruikt voor hun comeback-single La Diligence.